# Liga del Sur 2023
El Torneo Oficial Primera A de la Liga del Sur 2023, denominada oficialmente «Roberto Depietri», y el Torneo Promocial 2023, también llamado Primera B, denominado «Sebastian Urtizberea», es la 121° centésimo vigésimo primera temporada de los torneos organizados por la Liga del Sur (Bahía Blanca).
Tanto el Torneo Apertura del Torneo Oficial como el del Torneo Promocional, iniciaron el 11 de marzo. En la segunda categoría terminó el 1 de julio, mientras que el de primera división finalizó el 9 del mismo mes.
El Torneo Clausura inició el 16 de julio en el Torneo Oficial, mientras que en el Promocional inició un día después.

## Equipos participantes
| Equipo                                         | Ciudad               | Estadio                 | Capacidad |
| ---------------------------------------------- | -------------------- | ----------------------- | --------- |
| Club Olimpo (A)                                | Bahía Blanca         | Roberto N. Carminati    | 18000     |
| Club Atlético Liniers (A)                      | Bahía Blanca         | Dr. Alejandro Pérez     | 7000      |
| Club Atlético Pacífico (B)                     | Bahía Blanca         | Adolfo Pirola           | 2500      |
| Club Villa Mitre (A)                           | Bahía Blanca         | El Fortín               | 6000      |
| Club Bella Vista (A)                           | Bahía Blanca         | Ignacio Nicolás         | 4500      |
| Club Tiro Federal (A)                          | Bahía Blanca         | Onofre Pirrone          | 3500      |
| Club Atlético Libertad (B)                     | Bahía Blanca         | Manuel Manzano          | 2500      |
| Club Deportivo La Armonía (A)                  | Bahía Blanca         | Hermanos Francani       | 1500      |
| Club Deportivo San Francisco (B)               | Bahía Blanca         | Gustavo Novoa           | 1500      |
| Club Rosario Puerto Belgrano (B)               | Punta Alta           | El Coloso de Cemento    | 18000     |
| Club Atlético Sporting (A)                     | Punta Alta           | Enrique Mendizábal      | 12000     |
| Club Atlético Puerto Comercial (B)             | Ingeniero White      | Club Puerto Comercial   | 3000      |
| Club Atlético Huracán (A)                      | Ingeniero White      | Bruno Lentini           | 2500      |
| Club Atlético Sansinena Social y Deportivo (B) | General Daniel Cerri | Luis Molina             | 1500      |
| Club Atlético Pacífico (B)                     | Cabildo              | Carlos Alberto Angelini | 1000      |

## Formato de disputa

### Torneo Oficial Primera A
El torneo se disputa por el sistema de todos contra todos, en dos ruedas. Ambas constituyen dos torneos separados, llamados Apertura y Clausura. En caso de que un mismo equipo obtenga ambos torneos, será declarado campeón.
El equipo que quede primero en ambos torneos, tendrá una ventaja de jugar una final extra en caso de que este, pierda en los Playoffs.
Los equipos que queden entre el 1° y el 4° puesto pasaran a los playoffs, enfrentándose el 1° contra el 4°, y el 2° contra el 3°. Los ganadores clasificarán a la final de los Playoffs y el ganador será el campeón del Apertura o Clausura. En el caso de que suceda lo anterior mencionado, el equipo ganador de los Playoffs, jugara una final contra el primero de la tabla y el ganador de esa final, se lo considerara campeón, ya sea del apertura o del clausura.
Si los ganadores de ambos torneos son dos equipos diferentes se disputará una final anual a partido ida y vuelta, jugándose primero en la cancha del ganador del apertura, y en la vuelta en la cancha del ganador del torneo clausura.
El peor equipo de la tabla acumulada descendera al Torneo Promocional, mientras que el equipo que quede anteúltimo jugará contra el mejor de la tabla acumulada del Torneo Promocional por la permanencia.

### Torneo Promocional
Igual al de Primera, se disputa por el sistema de todos contra todos, en dos ruedas. Ambas constituyen dos torneos separados, llamados Apertura y Clausura. En caso de que un mismo equipo obtenga ambos torneos, será declarado campeón y ascenderá a la Primera A.
Los equipos que queden entre el 1° y el 4° puesto pasaran a los playoffs, enfrentándose el 1° contra el 4°, y el 2° contra el 3°. Los ganadores clasificarán a la final de los Playoffs y el ganador será el campeón del Apertura o Clausura. En el caso de que suceda lo anterior mencionado, el equipo ganador de los Playoffs, jugara una final contra el primero de la tabla y el ganador de esa final, se lo considerara campeón, ya sea del apertura o del clausura.
Si los ganadores de ambos torneos son dos equipos diferentes se disputará una final anual a partido ida y vuelta, jugándose primero en la cancha del ganador del apertura, y en la vuelta en la cancha del ganador del torneo clausura.
El mejor equipo de la tabla acumulada jugará un repechaje contra el segundo peor equipo de la tabla acumulada de la Primera A por el ascenso.

## Torneo Apertura

### Torneo Oficial Primera A

#### Tabla de posiciones
| Pos. | Equipo       | Pts. | PJ | PG | PE | PP | GF | GC | Dif. |
| ---- | ------------ | ---- | -- | -- | -- | -- | -- | -- | ---- |
| 1.º  | Huracán (IW) | 27   | 14 | 8  | 3  | 3  | 24 | 12 | 12   |
| 2.º  | La Armonía   | 25   | 14 | 7  | 4  | 3  | 15 | 15 | 0    |
| 3.º  | Bella Vista  | 25   | 14 | 8  | 1  | 5  | 20 | 18 | 2    |
| 4.º  | Liniers      | 25   | 14 | 7  | 4  | 3  | 18 | 15 | 3    |
| 5.º  | Villa Mitre  | 17   | 14 | 4  | 5  | 5  | 17 | 14 | 3    |
| 6.º  | Olimpo       | 13   | 14 | 2  | 7  | 5  | 16 | 16 | 0    |
| 7.º  | Tiro Federal | 11   | 14 | 3  | 2  | 9  | 12 | 24 | −12  |
| 8.º  | Sporting     | 9    | 14 | 1  | 6  | 7  | 7  | 15 | −8   |

|  | Clasificados a los Playoffs. |

#### Primera Rueda
| Equipo / Fecha | 1   | 2   | 3   | 4   | 5   | 6   | 7   | 8   | 9   | 10  | 11  | 12  | 13  | 14  |
| -------------- | --- | --- | --- | --- | --- | --- | --- | --- | --- | --- | --- | --- | --- | --- |
| Bella Vista    | 7.° | 3.° | 3.° | 1.° | 1.° | 1.° | 4.° | 2.° | 1.° | 1.° | 2.° | 3.° | 4.° | 3.° |
| Huracán (IW)   | 1.° | 1.° | 1.° | 3.° | 4.° | 3.° | 2.° | 1.° | 2.° | 2.° | 1.° | 1.° | 1.° | 1.° |
| La Armonía     | 2.° | 5.° | 4.° | 4.° | 3.° | 4.° | 3.° | 4.° | 4.° | 4.° | 3.° | 2.° | 2.° | 2.° |
| Liniers        | 3.° | 2.° | 2.° | 2.° | 2.° | 2.° | 1.° | 3.° | 2.° | 3.° | 4.° | 4.° | 3.° | 4.° |
| Olimpo         | 4.° | 6.° | 6.° | 7.° | 8.° | 7.° | 8.° | 7.° | 6.° | 6.° | 6.° | 6.° | 6.° | 6.° |
| Sporting       | 4.° | 7.° | 7.° | 8.° | 6.° | 6.° | 6.° | 6.° | 7.° | 7.° | 7.° | 7.° | 7.° | 8.° |
| Tiro Federal   | 8.° | 8.° | 8.° | 6.° | 7.° | 8.° | 7.° | 8.° | 8.° | 8.° | 8.° | 8.° | 8.° | 7.° |
| Villa Mitre    | 6.° | 4.° | 5.° | 5.° | 5.° | 5.° | 5.° | 5.° | 5.° | 5.° | 5.° | 5.° | 5.° | 5.° |

| Bella Vista  | 1 - 2 | Liniers      | Luis Molina        | 12 de marzo | 16:30 |
| Sporting     | 1 - 1 | Olimpo       | Enrique Mendizabal | 12 de marzo | 16:30 |
| La Armonía   | 2 - 1 | Villa Mitre  | Hermanos Francani  | 12 de marzo | 16:30 |
| Tiro Federal | 2 - 4 | Huracan (IW) | Onofre Pirrone     | 12 de marzo | 16:30 |

| Bella Vista  | 2 - 1 | Sporting     | Manuel Manzano      | 18 de marzo | 17:00 |
| Villa Mitre  | 2 - 1 | Olimpo       | El Fortín           | 18 de marzo | 17:00 |
| Huracan (IW) | 3 - 0 | La Armonía   | Bruno Lentini       | 19 de marzo | 17:00 |
| Liniers      | 3 - 1 | Tiro Federal | Dr. Alejandro Pérez | 19 de marzo | 17:00 |

| La Armonía   | 2 - 1 | Liniers      | Hermanos Francani    | 24 de marzo | 16:00 |
| Olimpo       | 2 - 2 | Huracán (IW) | Roberto N. Carminati | 24 de marzo | 16:00 |
| Sporting     | 1 - 1 | Villa Mitre  | Enrique Mendizabal   | 25 de marzo | 16:00 |
| Tiro Federal | 0 - 2 | Bella Vista  | Onofre Pirrone       | 26 de marzo | 16:00 |

| Bella Vista  | 3 - 0 | La Armonía  | Ignacio Nicolás     | 2 de abril | 16:00 |
| Liniers      | 1 - 0 | Olimpo      | Dr. Alejandro Pérez | 2 de abril | 16:00 |
| Huracán (IW) | 1 - 1 | Villa Mitre | Bruno Lentini       | 2 de abril | 16:00 |
| Tiro Federal | 2 - 0 | Sporting    | Onofre Pirrone      | 2 de abril | 16:00 |

| La Armonía  | 2 - 1 | Tiro Federal | Hermanos Francani  | 7 de abril | 16:00 |
| Villa Mitre | 1 - 2 | Liniers      | El Fortín          | 7 de abril | 16:00 |
| Olimpo      | 0 - 1 | Bella Vista  | Hermanos Francani  | 9 de abril | 16:00 |
| Sporting    | 1 - 0 | Huracán (IW) | Enrique Mendizabal | 9 de abril | 16:00 |

| Villa Mitre  | 2 - 0 | Bella Vista  | El Fortín         | 15 de abril | 16:00 |
| Huracan (IW) | 2 - 0 | Liniers      | Bruno Lentini     | 16 de abril | 16:00 |
| Olimpo       | 4 - 0 | Tiro Federal | Manuel Manzano    | 16 de abril | 16:00 |
| La Armonía   | 0 - 0 | Sporting     | Hermanos Francani | 16 de abril | 16:00 |

| Bella Vista  | 0 - 3 | Huracan (IW) | Ignacio Nicolás    | 22 de abril | 16:00 |
| La Armonía   | 1 - 0 | Olimpo       | Hermanos Francani  | 22 de abril | 16:00 |
| Tiro Federal | 2 - 1 | Villa Mitre  | Onofre Pirrone     | 22 de abril | 16:00 |
| Sporting     | 1 - 2 | Liniers      | Enrique Mendizabal | 23 de abril | 16:00 |

| Liniers      | 0 - 2 | Bella Vista  | Manuel Manzano       | 29 de abril | 16:00 |
| Villa Mitre  | 0 - 0 | La Armonía   | El Fortín            | 29 de abril | 16:00 |
| Huracan (IW) | 3 - 1 | Tiro Federal | Bruno Lentini        | 30 de abril | 16:00 |
| Olimpo       | 1 - 1 | Sporting     | Roberto N. Carminati | 30 de abril | 16:00 |

| Tiro Federal | 1 - 2 | Liniers      | Onofre Pirrone       | 6 de mayo | 15:30 |
| Olimpo       | 2 - 2 | Villa Mitre  | El Coloso de Cemento | 6 de mayo | 15:30 |
| La Armonía   | 1 - 0 | Huracán (IW) | Hermanos Francani    | 6 de mayo | 15:30 |
| Sporting     | 0 - 2 | Bella Vista  | Enrique Mendizabal   | 7 de mayo | 14:30 |

| Liniers      | 1 - 1 | La Armonía   | Dr. Alejandro Perez | 14 de mayo | 15:30 |
| Villa Mitre  | 1 - 0 | Sporting     | El Fortín           | 14 de mayo | 15:30 |
| Huracan (IW) | 2 - 1 | Olimpo       | Bruno Lentini       | 14 de mayo | 15:30 |
| Bella Vista  | 1 - 0 | Tiro Federal | Ignacio Nicolas     | 14 de mayo | 15:30 |

| Villa Mitre | 0 - 1 | Huracan (IW) | El Fortín            | 20 de mayo | 11:00 |
| La Armonía  | 4 - 3 | Bella Vista  | Hermanos Francani    | 20 de mayo | 15:30 |
| Olimpo      | 0 - 0 | Liniers      | El Coloso de Cemento | 20 de mayo | 15:30 |
| Sporting    | 0 - 0 | Tiro Fderal  | Enrique Mendizabal   | 21 de mayo | 15:30 |

| Huracan (IW) | 1 - 0 | Sporting    | Bruno Lentini       | 25 de mayo | 15:00 |
| Bella Vista  | 1 - 1 | Olimpo      | Ignacio Nicolas     | 26 de mayo | 15:00 |
| Liniers      | 1 - 1 | Villa Mitre | Dr. Alejandro Perez | 26 de mayo | 15:00 |
| Tiro Federal | 0 - 1 | La Armonía  | Onofre Pirrone      | 27 de mayo | 15:00 |

| Tiro Federal | 1 - 1 | Olimpo       | Onofre Pirrone      | 3 de junio | 11:00 |
| Sporting     | 0 - 0 | La Armonía   | Enrique Mendizabal  | 4 de junio | 15:00 |
| Liniers      | 1 - 1 | Huracan (IW) | Dr. Alejandro Perez | 4 de junio | 15:00 |
| Bella Vista  | 0 - 4 | Villa Mitre  | Ignacio Nicolas     | 4 de junio | 11:00 |

| Liniers      | 2 - 1 | Sporting     | Dr. Alejandro Perez | 19 de junio | 15:00 |
| Huracan (IW) | 1 - 2 | Bella Vista  | Bruno Lentini       | 19 de junio | 15:00 |
| Villa Mitre  | 0 - 1 | Tiro Federal | El Fortín           | 19 de junio | 15:00 |
| Olimpo       | 2 - 1 | La Armonía   | Manuel Manzano      | 19 de junio | 15:00 |

| 1. 2. |

### Playoffs
|  | Semifinales  | Semifinales  | Semifinales |            |         | Final      | Final      | Final      |  |
|  | 25 de junio  | 25 de junio  | 25 de junio |            |         | 1 de julio | 1 de julio | 1 de julio |  |
|  |              |              |             |            |         |            |            |            |  |
|  |              |              |             |            |         |            |            |            |  |
|  | Huracan (IW) | Huracan (IW) | 1           |            |         |            |            |            |  |
|  | Huracan (IW) | Huracan (IW) | 1           |            |         |            |            |            |  |
|  | Liniers      | Liniers      | 2           |            |         |            |            |            |  |
|  | Liniers      | Liniers      | 2           |            | Liniers | Liniers    | 1          |            |  |
|  |              |              |             |            | Liniers | Liniers    | 1          |            |  |
|  |              |              | La Armonía  | La Armonía | 3       |            |            |            |  |
|  | La Armonía   | La Armonía   | La Armonía  | La Armonía | 3       | 0(4)       |            |            |  |
|  | La Armonía   | La Armonía   |             |            |         | 0(4)       |            |            |  |
|  | Bella Vista  | Bella Vista  | 0(3)        |            |         |            |            |            |  |
|  | Bella Vista  | Bella Vista  | 0(3)        |            |         |            |            |            |  |
|  |              |              |             |            |         |            |            |            |  |

## Semifinales
Se enfrentaron los primeros 4 equipos mejores posicionados, según la tabla de ordenamiento (1 con 4 y 2 con 3). Los partidos se jugaron en la cancha de los 2 primeros. Los ganadores pasaron a la siguiente fase.
| Semifinales  | Semifinales   | Semifinales | Semifinales       | Semifinales | Semifinales | Semifinales      |
| Local        | Resultado     | Visitante   | Estadio           | Fecha       | Hora        | Árbitro          |
| ------------ | ------------- | ----------- | ----------------- | ----------- | ----------- | ---------------- |
| La Armonía   | (4) 0 - 0 (3) | Bella Vista | Hermanos Francani | 25 de junio | 15:00       | Juan Vega        |
| Huracan (IW) | 1 - 2         | Liniers     | Bruno Lentini     | 25 de junio | 15:15       | Facundo Gorosito |

## Final
La disputaron los ganadores de las semifinales. Se jugará en la cancha del mejor posicionado.
| Final                                          | Final     | Final     | Final             | Final      | Final | Final        |
| Local                                          | Resultado | Visitante | Estadio           | Fecha      | Hora  | Árbitro      |
| ---------------------------------------------- | --------- | --------- | ----------------- | ---------- | ----- | ------------ |
| La Armonía                                     | 3 - 1     | Liniers   | Hermanos Francani | 1 de julio | 15:00 | Marcos Gómez |
| La Armonía se consagra ganador de los Playoffs |           |           |                   |            |       |              |

## Final extra
Se jugará entre el primero de la tabla (eliminado en semifinales), contra el ganador de los Playoffs. El ganador se consagró campeón del Apertura.
| 9 de julio, 15:00 | Huracan (IW) | vs. | La Armonía | Estadio El Fortín, Bahía Blanca |  |
|                   |              |     |            | Árbitro(s): Juan Nebbietti      |  |

### Torneo Promocional (Primera B)

#### Tabla de posiciones final
| Pos. | Equipo           | Pts. | PJ | PG | PE | PP | GF | GC | Dif. |
| ---- | ---------------- | ---- | -- | -- | -- | -- | -- | -- | ---- |
| 1.º  | San Francisco    | 27   | 12 | 8  | 3  | 1  | 29 | 12 | 17   |
| 2.º  | Puerto Comercial | 21   | 12 | 6  | 3  | 3  | 20 | 12 | 8    |
| 3.º  | Sansinena        | 18   | 12 | 5  | 3  | 4  | 16 | 11 | 5    |
| 4.º  | Rosario PB       | 17   | 12 | 5  | 2  | 5  | 18 | 12 | 6    |
| 5.º  | Libertad         | 15   | 12 | 4  | 3  | 5  | 16 | 16 | 0    |
| 6.º  | Pacífico (C)     | 14   | 12 | 4  | 2  | 6  | 10 | 23 | −13  |
| 7.º  | Pacífico (BB)    | 5    | 12 | 1  | 2  | 9  | 6  | 29 | −23  |

|  | Clasificados a los Playoffs. |

###### Evolución de las Posiciones
| Equipo / Fecha   | 1   | 2   | 3   | 4   | 5   | 6   | 7   | 8   | 9   | 10  | 11  | 12  | 13  | 14  |
| ---------------- | --- | --- | --- | --- | --- | --- | --- | --- | --- | --- | --- | --- | --- | --- |
| Libertad         | 5.° | 7.° | 7.° | 7.° | 7.° | 7.° | 6.° | 5.° | 4.° | 6.° | 3.° | 5.° | 4.° | 5.° |
| Puerto Comercial | 2.° | 2.° | 3.° | 5.° | 5.° | 5.° | 5.° | 6.° | 6.° | 3.° | 4.° | 3.° | 3.° | 2.° |
| Pacifico (BB)    | -   | 5.° | 4.° | 6.° | 6.° | 6.° | 7.° | 7.° | 7.° | 7.° | 7.° | 7.° | 7.° | 7.° |
| Pacifico (C)     | 3.° | 4.° | 2.° | 4.° | 3.° | 4.° | 2.° | 2.° | 3.° | 5.° | 6.° | 4.° | 5.° | 6.° |
| Rosario PB       | 6.° | 6.° | 5.° | 3.° | 4.° | 3.° | 4.° | 4.° | 5.° | 4.° | 5.° | 6.° | 6.° | 4.° |
| Sansinena        | 4.° | 3.° | 6.° | 2.° | 2.° | 2.° | 3.° | 3.° | 2.° | 2.° | 2.° | 2.° | 2.° | 3.° |
| San Francisco    | 1.° | 1.° | 1.° | 1.° | 1.° | 1.° | 1.° | 1.° | 1.° | 1.° | 1.° | 1.° | 1.° | 1.° |

##### Resultados
| Pacífico (C)         | 1 - 1 | Sansinena  | Carlos Alberto Angelini | 11 de marzo | 16:30 |
| Puerto Comercial     | 1 - 0 | Rosario PB | Puerto Comercial        | 11 de marzo | 16:30 |
| San Francisco        | 3 - 2 | Libertad   | Dr. Alejandro Perez     | 12 de marzo | 16:30 |
| Libre: Pacífico (BB) |       |            |                         |             |       |

| Libertad            | 0 - 0 | Pacífico (BB)    | Ignacio Nicolas      | 12 de marzo | 17:00 |
| Sansinena           | 1 - 1 | Puerto Comercial | Luis Molina          | 13 de marzo | 17:00 |
| Rosario PB          | 3 - 3 | San Francisco    | El Coloso de Cemento | 13 de marzo | 17:00 |
| Libre: Pacífico (C) |       |                  |                      |             |       |

| Pacífico (BB)    | 0 - 0 | Rosario PB   | Gustavo Novoa    | 24 de marzo | 16:00 |
| Puerto Comercial | 0 - 2 | Pacífico (C) | Puerto Comercial | 24 de marzo | 16:00 |
| San Francisco    | 2 - 1 | Sansinena    | Gustavo Novoa    | 25 de marzo | 16:00 |
| Libre: Libertad  |       |              |                  |             |       |

| Sansinena               | 2 - 0 | Pacífico (BB) | Luis Molina             | 2 de abril | 16:00 |
| Rosario PB              | 3 - 2 | Libertad      | El Coloso de Cemento    | 2 de abril | 16:00 |
| Pacífico (C)            | 0 - 3 | San Francisco | Carlos Alberto Angelini | 2 de abril | 16:00 |
| Libre: Puerto Comercial |       |               |                         |            |       |

| Pacífico (C)      | 1 - 0 | Pacífico (BB)    | Carlos Alberto Angelini | 7 de abril | 16:00 |
| San Francisco     | 0 - 0 | Puerto Comercial | Gustavo Novoa           | 8 de abril | 16:00 |
| Libertad          | 1 - 2 | Sansinena        | Ignacio Nicolas         | 9 de abril | 16:00 |
| Libre: Rosario PB |       |                  |                         |            |       |

| Puerto Comercial     | 1 - 2 | Pacífico (BB) | Puerto Comercial     | 15 de abril | 16:00 |
| Libertad             | 2 - 0 | Pacífico (C)  | Ignacio Nicolas      | 15 de abril | 16:00 |
| Rosario PB           | 3 - 2 | Sansinena     | El Coloso de Cemento | 16 de abril | 16:00 |
| Libre: San Francisco |       |               |                      |             |       |

| Puerto Comercial | 1 - 1 | Libertad      | Puerto Comercial        | 22 de abril | 16:00 |
| Pacífico (C)     | 1 - 0 | Rosario PB    | Carlos Alberto Angelini | 22 de abril | 16:00 |
| San Francisco    | 3 - 1 | Pacífico (BB) | Luis Molina             | 22 de abril | 16:00 |
| Libre: Sansinena |       |               |                         |             |       |

| Sansinena            | 0 - 0 | Pacífico (C)     | Luis Molina          | 29 de abril | 16:00 |
| Libertad             | 0 - 0 | San Francisco    | Enrique Mendizabal   | 29 de abril | 16:00 |
| Rosario PB           | 0 - 1 | Puerto Comercial | El Coloso de Cemento | 30 de abril | 16:00 |
| Libre: Pacífico (BB) |       |                  |                      |             |       |

| Puerto Comercial    | 1 - 2 | Sansinena  | Puerto Comercial | 6 de mayo | 15:30 |
| San Francisco       | 1 - 0 | Rosario PB | Gustavo Novoa    | 7 de mayo | 14:00 |
| Pacífico (BB)       | 0 - 4 | Libertad   | Bruno Lentini    | 7 de mayo | 14:00 |
| Libre: Pacífico (C) |       |            |                  |           |       |

| Rosario PB      | 4 - 0 | Pacífico (BB)    | Gustavo Novoa           | 13 de mayo | 15:30 |
| Pacífico (C)    | 0 - 3 | Puerto Comercial | Carlos Alberto Angelini | 13 de mayo | 15:30 |
| Sansinena       | 0 - 1 | San Francisco    | Luis Molina             | 14 de mayo | 15:30 |
| Libre: Libertad |       |                  |                         |            |       |

| Pacífico (BB)           | 0 - 2 | Sansinena    | Puerto Comercial | 20 de mayo | 15:30 |
| Libertad                | 1 - 0 | Rosario PB   | Manuel Manzano   | 20 de mayo | 15:30 |
| San Francisco           | 7 - 1 | Pacífico (C) | Gustavo Novoa    | 20 de mayo | 15:30 |
| Libre: Puerto Comercial |       |              |                  |            |       |

| Pacífico (BB)     | 1 - 3 | Pacífico (C)  | Gustavo Novoa    | 25 de mayo | 15:00 |
| Sansinena         | 3 - 0 | Libertad      | Luis Molina      | 26 de mayo | 15:00 |
| Puerto Comercial  | 4 - 1 | San Francisco | Puerto Comercial | 28 de mayo | 15:00 |
| Libre: Rosario PB |       |               |                  |            |       |

| Pacífico (BB)        | 2 - 4 | Puerto Comercial | Manuel Manzano          | 3 de junio | 15:00 |
| Pacífico (C)         | 1 - 2 | Libertad         | Carlos Alberto Angelini | 3 de junio | 15:00 |
| Sansinena            | 0 - 1 | Rosario PB       | Luis Molina             | 4 de junio | 15:00 |
| Libre: San Francisco |       |                  |                         |            |       |

| Pacífico (BB)    | 0 - 5 | San Francisco    | Gustavo Novoa  | 10 de junio | 15:00 |
| Rosario PB       | 4 - 0 | Pacífico (C)     | Onofre Pirrone | 11 de junio | 15:00 |
| Libertad         | 1 - 3 | Puerto Comercial | Manuel Manzano | 11 de junio | 15:00 |
| Libre: Sansinena |       |                  |                |             |       |

| 1. |

## Playoffs
|  | Semifinales      | Semifinales      | Semifinales |           |               | Final         | Final      | Final      |  |
|  | 25 de junio      | 25 de junio      | 25 de junio |           |               | 1 de julio    | 1 de julio | 1 de julio |  |
|  |                  |                  |             |           |               |               |            |            |  |
|  |                  |                  |             |           |               |               |            |            |  |
|  | San Francisco    | San Francisco    | 0(4)        |           |               |               |            |            |  |
|  | San Francisco    | San Francisco    | 0(4)        |           |               |               |            |            |  |
|  | Rosario PB       | Rosario PB       | 0(2)        |           |               |               |            |            |  |
|  | Rosario PB       | Rosario PB       | 0(2)        |           | San Francisco | San Francisco | 1          |            |  |
|  |                  |                  |             |           | San Francisco | San Francisco | 1          |            |  |
|  |                  |                  | Sansinena   | Sansinena | 0             |               |            |            |  |
|  | Puerto Comercial | Puerto Comercial | Sansinena   | Sansinena | 0             | 1(2)          |            |            |  |
|  | Puerto Comercial | Puerto Comercial |             |           |               | 1(2)          |            |            |  |
|  | Sansinena        | Sansinena        | 1(3)        |           |               |               |            |            |  |
|  | Sansinena        | Sansinena        | 1(3)        |           |               |               |            |            |  |
|  |                  |                  |             |           |               |               |            |            |  |

## Semifinales
Se enfrentaron los primeros 4 equipos mejores posicionados, según la tabla de ordenamiento (1 con 4 y 2 con 3). Los partidos se jugaron en la cancha de los 2 primeros. Los ganadores pasaron a la siguiente fase.
| Semifinales      | Semifinales   | Semifinales | Semifinales      | Semifinales | Semifinales | Semifinales   |
| Local            | Resultado     | Visitante   | Estadio          | Fecha       | Hora        | Árbitro       |
| ---------------- | ------------- | ----------- | ---------------- | ----------- | ----------- | ------------- |
| Puerto Comercial | (2) 1 - 1 (3) | Sansinena   | Puerto Comercial | 25 de junio | 11:00       | Lucas de Dios |
| San Francisco    | (4) 0 - 0 (2) | Rosario PB  | Gustavo Novoa    | 25 de junio | 15:00       | Matias Islas  |

## Final
La disputaron los ganadores de las semifinales. Se jugó en la cancha del mejor posicionado.
| Final                                                 | Final     | Final     | Final         | Final      | Final | Final         |
| Local                                                 | Resultado | Visitante | Estadio       | Fecha      | Hora  | Árbitro       |
| ----------------------------------------------------- | --------- | --------- | ------------- | ---------- | ----- | ------------- |
| San Francisco                                         | 1 - 0     | Sansinena | Gustavo Novoa | 1 de julio | 15:00 | Oscar Perotti |
| San Francisco se consagra campeón del Torneo Apertura |           |           |               |            |       |               |

## Torneo Clausura

### Torneo Oficial Primera A

#### Tabla de posiciones
| Pos. | Equipo       | Pts. | PJ | PG | PE | PP | GF | GC | Dif. |
| ---- | ------------ | ---- | -- | -- | -- | -- | -- | -- | ---- |
| 1.º  | Huracán (IW) | 25   | 14 | 6  | 7  | 1  | 15 | 7  | 8    |
| 2.º  | Bella Vista  | 24   | 14 | 6  | 6  | 2  | 16 | 16 | 0    |
| 3.º  | Sporting     | 21   | 14 | 5  | 6  | 3  | 13 | 8  | 5    |
| 4.º  | Villa Mitre  | 20   | 14 | 5  | 5  | 4  | 12 | 11 | 1    |
| 5.º  | Olimpo       | 18   | 14 | 4  | 6  | 4  | 11 | 9  | 2    |
| 6.º  | Tiro Federal | 18   | 14 | 5  | 3  | 6  | 16 | 16 | 0    |
| 7.º  | Liniers      | 12   | 14 | 3  | 3  | 8  | 16 | 26 | −10  |
| 8.º  | La Armonía   | 9    | 14 | 0  | 9  | 5  | 7  | 13 | −6   |

|  | Clasificados a los Playoffs. Sporting fue "salteado" por jugar la promoción. Villa Mitre fue el 3º. |

#### Primera Rueda
| Equipo / Fecha | 1   | 2   | 3   | 4   | 5   | 6   | 7   | 8   | 9   | 10  | 11  | 12  | 13  | 14  |
| -------------- | --- | --- | --- | --- | --- | --- | --- | --- | --- | --- | --- | --- | --- | --- |
| Bella Vista    | 1.° | 1.° | 1.° | 1.° | 1.° | 3.° | 3.° | 4.° | 4.° | 4.° | 4.° | 3.° | 2.° | 2.° |
| Huracan (IW)   | 1.° | 3.° | 2.° | 2.° | 3.° | 2.° | 2.° | 2.° | 2.° | 2.° | 2.° | 1.° | 1.° | 1.° |
| La Armonía     | 3.° | 5.° | 6.° | 6.° | 7.° | 7.° | 7.° | 7.° | 7.° | 8.° | 8.° | 8.° | 8.° | 8.° |
| Liniers        | 7.° | 8.° | 8.° | 8.° | 8.° | 8.° | 8.° | 8.° | 8.° | 7.° | 7.° | 7.° | 7.° | 7.° |
| Olimpo         | 3.° | 7.° | 7.° | 7.° | 5.° | 6.° | 5.° | 5.° | 6.° | 6.° | 6.° | 6.° | 6.° | 6.° |
| Sporting       | 3.° | 6.° | 4.° | 3.° | 2.° | 1.° | 1.° | 1.° | 1.° | 1.° | 1.° | 2.° | 3.° | 3.° |
| Tiro Federal   | 7.° | 4.° | 3.° | 4.° | 6.° | 4.° | 6.° | 6.° | 5.° | 5.° | 5.° | 5.° | 4.° | 5.° |
| Villa Mitre    | 3.° | 2.° | 5.° | 5.° | 4.° | 5.° | 4.° | 3.° | 3.° | 3.° | 3.° | 4.° | 5.° | 4.° |

##### Resultados
| Tiro Federal | 0 - 1 | Huracan (IW) | Onofre Pirrone     | 15 de julio | 15:30 |
| Bella Vista  | 1 - 0 | Liniers      | Ignacio Nicolas    | 15 de julio | 15:30 |
| Sporting     | 0 - 0 | Olimpo       | Enrique Mendizabal | 16 de julio | 15:30 |
| La Armonía   | 1 - 1 | Villa Mitre  | Hermanos Francani  | 16 de julio | 15:30 |

| Huracan (IW) | 0 - 0 | La Armonía   | Bruno Lentini       | 23 de julio | 15:30 |
| Liniers      | 1 - 4 | Tiro Federal | Dr. Alejandro Perez | 23 de julio | 15:30 |
| Bella Vista  | 3 - 2 | Sporting     | Ignacio Nicolas     | 23 de julio | 15:30 |
| Villa Mitre  | 1 - 0 | Olimpo       | El Fortín           | 23 de julio | 15:30 |

| La Armonía   | 1 - 1 | Liniers      | Hermanos Francani  | 30 de julio | 15:30 |
| Olimpo       | 0 - 0 | Huracan (IW) | Manuel Manzano     | 30 de julio | 15:30 |
| Sporting     | 2 - 1 | Villa Mitre  | Enrique Mendizabal | 30 de julio | 15:30 |
| Tiro Federal | 2 - 2 | Bella Vista  | Onofre Pirrone     | 30 de julio | 15:30 |

| Bella Vista  | 1 - 0 | La Armonía  | Ignacio Nicolas     | 5 de agosto | 15:30 |
| Liniers      | 0 - 0 | Olimpo      | Dr. Alejandro Perez | 5 de agosto | 15:30 |
| Huracan (IW) | 2 - 1 | Villa Mitre | Bruno Lentini       | 5 de agosto | 15:30 |
| Tiro Federal | 0 - 1 | Sporting    | Onofre Pirrone      | 5 de agosto | 15:30 |

| Villa Mitre | 2 - 1 | Liniers      | El Fortín          | 19 de agosto | 15:30 |
| La Armonía  | 1 - 1 | Tiro Federal | Hermanos Francani  | 20 de agosto | 15:30 |
| Bella Vista | 1 - 4 | Olimpo       | Ignacio Nicolas    | 20 de agosto | 15:30 |
| Sporting    | 1 - 0 | Huracan (IW) | Enrique Mendizabal | 20 de agosto | 15:30 |

| Villa Mitre  | 0 - 0 | Bella Vista  | El Fortín         | 26 de agosto | 15:30 |
| Olimpo       | 0 - 2 | Tiro Federal | Manuel Manzano    | 26 de agosto | 15:30 |
| Huracan (IW) | 3 - 2 | Liniers      | Bruno Lentini     | 26 de agosto | 15:30 |
| La Armonía   | 1 - 1 | Sporting     | Hermanos Francani | 26 de agosto | 15:30 |

| Bella Vista  | 1 - 1 | Huracan (IW) | Ignacio Nicolas    | 2 de septiembre | 15:30 |
| La Armonía   | 1 - 2 | Olimpo       | Hermanos Francani  | 2 de septiembre | 15:30 |
| Tiro Federal | 0 - 1 | Villa Mitre  | Onofre Pirrone     | 2 de septiembre | 15:30 |
| Sporting     | 4 - 0 | Liniers      | Enrique Mendizabal | 2 de septiembre | 15:30 |

| Liniers      | 3 - 1 | Bella Vista  | Dr. Alejandro Perez  | 9 de septiembre  | 9 de septiembre  |
| Villa Mitre  | 0 - 0 | La Armonía   | El Fortín            | 9 de septiembre  | 9 de septiembre  |
| Huracan (IW) | 4 - 0 | Tiro Federal | Bruno Lentini        | 10 de septiembre | 10 de septiembre |
| Olimpo       | 0 - 0 | Sporting     | Roberto N. Carminati | 10 de septiembre | 10 de septiembre |

| Olimpo       | 0 - 1 | Villa Mitre  | Onofre Pirrone     | 16 de septiembre | 15:30 |
| Tiro Federal | 3 - 1 | Liniers      | Onofre Pirrone     | 17 de septiembre | 15:30 |
| La Armonía   | 0 - 0 | Huracan (IW) | Hermanos Francani  | 17 de septiembre | 15:30 |
| Sporting     | 1 - 0 | Bella Vista  | Enrique Mendizabal | 17 de septiembre | 15:30 |

| Huracan (IW) | 0 - 0 | Olimpo       | Bruno Lentini       | 23 de septiembre | 15:30 |
| Villa Mitre  | 0 - 0 | Sporting     | El Fortín           | 23 de septiembre | 15:30 |
| Liniers      | 2 - 1 | La Armonía   | Dr. Alejandro Perez | 24 de septiembre | 15:30 |
| Bella Vista  | 1 - 0 | Tiro Federal | Ignacio Nicolas     | 24 de septiembre | 15:30 |

| Sporting    | 0 - 1 | Tiro Federal | Enrique Mendizabal   | 30 de septiembre | 16:00 |
| La Armonía  | 0 - 0 | Bella Vista  | Hermanos Francani    | 30 de septiembre | 16:00 |
| Villa Mitre | 0 - 0 | Huracan (IW) | El Fortín            | 1 de octubre     | 11:00 |
| Olimpo      | 2 - 0 | Liniers      | Roberto N. Carminati | 2 de octubre     | 16:00 |

| Huracan (IW) | 1 - 0 | Sporting    | Bruno Lentini        | 7 de octubre | 16:00 |
| Olimpo       | 0 - 1 | Bella Vista | Roberto N. Carminati | 7 de octubre | 16:00 |
| Tiro Federal | 2 - 0 | La Armonía  | Onofre Pirrone       | 7 de octubre | 16:00 |
| Liniers      | 3 - 1 | Villa Mitre | Dr. Alejandro Perez  | 9 de octubre | 16:30 |

| Bella Vista  | 2 - 1 | Villa Mitre  | Ignacio Nicolas     | 13 de octubre | 16:00 |
| Sporting     | 0 - 0 | La Armonía   | Enrique Mendizabal  | 14 de octubre | 16:00 |
| Liniers      | 1 - 2 | Huracan (IW) | Dr. Alejandro Perez | 14 de octubre | 16:00 |
| Tiro Federal | 1 - 1 | Olimpo       | Onofre Pirrone      | 14 de octubre | 16:00 |

| Liniers      | 1 - 1 | Sporting     | Dr. Alejandro Perez  | 28 de octubre | 16:30 |
| Huracan (IW) | 1 - 1 | Bella Vista  | Bruno Lentini        | 28 de octubre | 16:30 |
| Villa Mitre  | 2 - 0 | Tiro Federal | El Fortín            | 28 de octubre | 16:30 |
| Olimpo       | 2 - 1 | La Armonía   | Roberto N. Carminati | 28 de octubre | 16:30 |

|  |

### Torneo Promocional (Primera B)

#### Tabla de posiciones final
| Pos. | Equipo           | Pts. | PJ | PG | PE | PP | GF | GC | Dif. |
| ---- | ---------------- | ---- | -- | -- | -- | -- | -- | -- | ---- |
| 1.º  | San Francisco    | 27   | 12 | 8  | 3  | 1  | 28 | 8  | 20   |
| 2.º  | Puerto Comercial | 24   | 12 | 7  | 3  | 2  | 24 | 7  | 17   |
| 3.º  | Rosario PB       | 17   | 11 | 5  | 2  | 4  | 13 | 10 | 3    |
| 4.º  | Libertad         | 17   | 12 | 4  | 5  | 3  | 18 | 12 | 6    |
| 5.º  | Sansinena        | 13   | 12 | 4  | 1  | 7  | 14 | 25 | −11  |
| 6.º  | Pacífico (C)     | 9    | 12 | 2  | 3  | 7  | 12 | 26 | −14  |
| 7.º  | Pacífico (BB)    | 8    | 12 | 2  | 2  | 8  | 7  | 27 | −20  |

|  | Clasificados a los Playoffs. |

###### Evolución de las Posiciones
| Equipo / Fecha   | 1   | 2   | 3   | 4   | 5   | 6   | 7   | 8   | 9   | 10  | 11  | 12  | 13  | 14  |
| ---------------- | --- | --- | --- | --- | --- | --- | --- | --- | --- | --- | --- | --- | --- | --- |
| Libertad         | 3.° | 4.° | 5.° | 6.° | 3.° | 1.° | 1.° | 4.° | 3.° | 4.° | 3.° | 3.° | 3.° | 4.° |
| Puerto Comercial | 2.° | 2.° | 2.° | 3.° | 4.° | 2.° | 2.° | 2.° | 1.° | 1.° | 2.° | 2.° | 2.° | 2.° |
| Pacifico (BB)    | -   | 5.° | 3.° | 1.° | 1.° | 3.° | 5.° | 5.° | 5.° | 5.° | 6.° | 6.° | 7.° | 7.° |
| Pacifico (C)     | 6.° | 7.° | 7.° | 7.° | 7.° | 7.° | 7.° | 7.° | 7.° | 7.° | 7.° | 7.° | 6.° | 6.° |
| Rosario PB       | 5.° | 3.° | 4.° | 5.° | 6.° | 4.° | 3.° | 3.° | 4.° | 3.° | 4.° | 4.° | 4.° | 3.° |
| Sansinena        | 1.° | 1.° | 1.° | 2.° | 2.° | 5.° | 6.° | 6.° | 6.° | 6.° | 5.° | 5.° | 5.° | 5.° |
| San Francisco    | 3.° | 6.° | 6.° | 4.° | 5.° | 6.° | 4.° | 1.° | 2.° | 2.° | 1.° | 1.° | 1.° | 1.° |

##### Resultados
| Pacífico (C)         | 1 - 4 | Sansinena  | Carlos Alberto Angelini | 16 de julio | 15:30 |
| Puerto Comercial     | 1 - 0 | Rosario PB | Puerto Comercial        | 16 de julio | 15:30 |
| San Francisco        | 0 - 0 | Libertad   | Gustavo Novoa           | 16 de julio | 15:30 |
| Libre: Pacífico (BB) |       |            |                         |             |       |

| Libertad            | 0 - 0 | Pacífico (BB)    | Manuel Manzano       | 22 de julio | 15:30 |
| Sansinena           | 2 - 1 | Puerto Comercial | Luis Molina          | 22 de julio | 15:30 |
| Rosario PB          | 1 - 0 | San Francisco    | El Coloso de Cemento | 23 de julio | 15:30 |
| Libre: Pacífico (C) |       |                  |                      |             |       |

| San Francisco    | 2 - 2 | Sansinena    | Gustavo Novoa    | 30 de julio | 11:00 |
| Puerto Comercial | 2 - 0 | Pacífico (C) | Puerto Comercial | 30 de julio | 15:30 |
| Pacífico (BB)    | 1 - 0 | Rosario PB   | Adolfo Pirola    | 30 de julio | 15:30 |
| Libre: Libertad  |       |              |                  |             |       |

| Sansinena               | 0 - 1 | Pacífico (BB) | Luis Molina             | 5 de agosto | 15:30 |
| Rosario PB              | 0 - 0 | Libertad      | El Coloso de Cemento    | 6 de agosto | 15:30 |
| Pacífico (C)            | 0 - 1 | San Francisco | Carlos Alberto Angelini | 6 de agosto | 15:30 |
| Libre: Puerto Comercial |       |               |                         |             |       |

| Libertad          | 4 - 0 | Sansinena        | Manuel Manzano | 19 de agosto | 15:30 |
| Pacífico (BB)     | 1 - 1 | Pacífico (C)     | Adolfo Pirola  | 20 de agosto | 15:30 |
| San Francisco     | 1 - 1 | Puerto Comercial | Gustavo Novoa  | 20 de agosto | 15:30 |
| Libre: Rosario PB |       |                  |                |              |       |

| Rosario PB           | 2 - 0 | Sansinena        | El Coloso de Cemento | 26 de agosto | 15:30 |
| Pacífico (BB)        | 1 - 4 | Puerto Comercial | Adolfo Pirola        | 27 de agosto | 15:30 |
| Libertad             | 5 - 1 | Pacífico (C)     | Manuel Manzano       | 27 de agosto | 15:30 |
| Libre: San Francisco |       |                  |                      |              |       |

| Puerto Comercial | 1 - 1 | Libertad      | Puerto Comercial        | 2 de septiembre | 15:30 |
| Pacífico (C)     | 0 - 2 | Rosario PB    | Carlos Alberto Angelini | 2 de septiembre | 15:30 |
| San Francisco    | 4 - 1 | Pacífico (BB) | Dr. Alejandro Pérez     | 3 de septiembre | 19:30 |
| Libre: Sansinena |       |               |                         |                 |       |

| Libertad             | 0 - 3 | San Francisco    | Manuel Manzano       | 9 de septiembre  | 15:30 |
| Sansinena            | 0 - 3 | Pacífico (C)     | Luis Molina          | 10 de septiembre | 15:30 |
| Rosario PB           | 0 - 0 | Puerto Comercial | El Coloso de Cemento | 10 de septiembre | 15:30 |
| Libre: Pacífico (BB) |       |                  |                      |                  |       |

| Puerto Comercial    | 5 - 0 | Sansinena  | Puerto Comercial    | 6 de mayo        | 15:30 |
| Pacífico (BB)       | 1 - 2 | Libertad   | Adolfo Pirola       | 6 de mayo        | 15:30 |
| San Francisco       | 4 - 1 | Rosario PB | Dr. Alejandro Perez | 18 de septiembre | 19:00 |
| Libre: Pacífico (C) |       |            |                     |                  |       |

| Pacífico (C)    | 0 - 4 | Puerto Comercial | Carlos Alberto Angelini | 23 de septiembre | 15:30 |
| Sansinena       | 1 - 3 | San Francisco    | Luis Molina             | 23 de septiembre | 15:30 |
| Rosario PB      | 4 - 0 | Pacífico (BB)    | El Coloso de Cemento    | 24 de septiembre | 19:15 |
| Libre: Libertad |       |                  |                         |                  |       |

| San Francisco           | 3 - 1 | Pacífico (C) | Dr. Alejandro Perez | 29 de septiembre | 19:00 |
| Libertad                | 3 - 0 | Rosario PB   | Manuel Manzano      | 30 de septiembre | 16:00 |
| Pacífico (BB)           | 0 - 2 | Sansinena    | Adolfo Pirola       | 1 de octubre     | 11:00 |
| Libre: Puerto Comercial |       |              |                     |                  |       |

| Puerto Comercial  | 0 - 2 | San Francisco | Puerto Comercial        | 6 de octubre | 17:00 |
| Pacífico (C)      | 2 - 1 | Pacífico (BB) | Carlos Alberto Angelini | 7 de octubre | 16:00 |
| Sansinena         | 2 - 1 | Libertad      | Luis Molina             | 7 de octubre | 16:00 |
| Libre: Rosario PB |       |               |                         |              |       |

| Puerto Comercial     | 3 - 0 | Pacífico (BB) | Puerto Comercial        | 13 de octubre | 16:00 |
| Pacífico (C)         | 2 - 2 | Libertad      | Carlos Alberto Angelini | 14 de octubre | 16:00 |
| Sansinena            | 0 - 2 | Rosario PB    | Luis Molina             | 16 de octubre | 16:00 |
| Libre: San Francisco |       |               |                         |               |       |

| San Francisco    | 5 - 0 | Pacífico (BB)    | Gustavo Novoa        | 25 de octubre | 17:00 |
| Rosario PB       | 1 - 1 | Pacífico (C)     | El Coloso de Cemento | 29 de octubre | 19:15 |
| Libertad         | 0 - 2 | Puerto Comercial | Manuel Manzano       | 28 de octubre | 16:30 |
| Libre: Sansinena |       |                  |                      |               |       |

| 1. |

## Tabla general de posiciones
Se confecciona con la sumatoria de puntos de los dos torneos de la temporada 2023: el torneo apertura y clausura. Se utilizará para el descenso y la promoción.

### Torneo Primera A
| Pos. | Equipo       | Pts. | PJ | PG | PE | PP | GF | GC | Dif. |
| ---- | ------------ | ---- | -- | -- | -- | -- | -- | -- | ---- |
| 1.º  | Huracán (IW) | 52   | 28 | 14 | 10 | 4  | 39 | 19 | 20   |
| 2.º  | Bella Vista  | 48   | 28 | 14 | 6  | 8  | 35 | 33 | 2    |
| 3.º  | Liniers      | 37   | 28 | 10 | 7  | 11 | 38 | 41 | −3   |
| 4.º  | Villa Mitre  | 37   | 28 | 9  | 10 | 9  | 19 | 14 | 5    |
| 5.º  | La Armonía   | 34   | 28 | 7  | 13 | 8  | 22 | 28 | −6   |
| 6.º  | Olimpo       | 31   | 28 | 6  | 13 | 9  | 27 | 25 | 2    |
| 7.º  | Sporting     | 30   | 28 | 6  | 12 | 10 | 20 | 23 | −3   |
| 8.º  | Tiro Federal | 29   | 28 | 8  | 5  | 15 | 28 | 40 | −12  |

|  | Jugará una promoción contra el mejor de la tabla general del Torneo Promocional (Primera B). |
|  | Descendió al Torneo Promocional (segunda división).                                          |

### Torneo Promocional (Primera B)
| Pos. | Equipo           | Pts. | PJ | PG | PE | PP | GF | GC | Dif. |
| ---- | ---------------- | ---- | -- | -- | -- | -- | -- | -- | ---- |
| 1.º  | San Francisco    | 54   | 24 | 16 | 6  | 2  | 57 | 20 | 37   |
| 2.º  | Puerto Comercial | 45   | 24 | 13 | 6  | 5  | 44 | 20 | 24   |
| 3.º  | Rosario PB       | 35   | 24 | 10 | 5  | 9  | 31 | 23 | 8    |
| 4.º  | Libertad         | 32   | 24 | 8  | 8  | 8  | 35 | 28 | 7    |
| 5.º  | Sansinena        | 31   | 24 | 9  | 4  | 11 | 30 | 36 | −6   |
| 6.º  | Pacífico (C)     | 23   | 24 | 6  | 5  | 13 | 22 | 49 | −27  |
| 7.º  | Pacífico (BB)    | 13   | 24 | 3  | 4  | 17 | 13 | 61 | −48  |

|  | Será campeón por ganar ambos torneos y ascenderá directamente al Torneo Oficial Primera A          |
|  | Jugará una promoción con Sporting, antepenúltimo de la tabla general del Torneo Oficial Primera A. |